# ربایش و قتل سه نوجوان اسرائیلی
ربایش و قتل سه نوجوان اسرائیلی عنوان اقدامی تروریستی در کرانه باختری رود اردن می‌باشد که در خلال آن، ۳ نوجوان اسرائیلی که در شهر گوش عتصیون ساکن بودند، در تاریخ ۱۲ ژوئن ۲۰۱۴ (میلادی) توسط افرادی ناشناس، ربوده می‌شوند و در ۳۰ ژوئن ۲۰۱۴، جنازه آنها در جنگل‌های شمال الخلیل یافت می‌شود. بنیامین نتانیاهو با وجود عدم ارائه هیچ‌گونه مدرک و سندی، حماس را مسبب این اقدام معرفی کرد و اقدامات سرکوبگرانه را علیه این گروه تشدید کرد؛ در حالیکه حماس همواره دست داشتن خود در این اقدام را رد می‌کند. محمود عباس، رئیس دولت فلسطین نیز در ۲۲ ژوئن همان سال اعلام کرد که تشکیلات متبوعش، هیچ‌گونه شواهدی مبنی بر دخالت حماس در این آدم‌ربایی و قتل نیافته‌است.
در پی این آدم‌ربایی، نیروهای دفاعی اسرائیل اقدام به عملیات جستجویی برای یافتن این سه تن در روزهای ۱۴ و ۱۵ ژوئن و در منطقه الخلیل نمودند. این گروه جستجوی ۲۵۰۰ نفری که متشکل از نیروهای ویژه، پلیس، موساد و … بود، موفق به یافتن این افراد نشدند. نیروهای اسرائیلی در خلال عملیات جستجوی شبانه‌روزی خود که آن را «بازگرداندن برادرانمان» نامگذاری کرده بود، اقدام به دستگیری ۳۵۰ فلسطینی نمود که در میان آنها، برخی چهره‌های سیاسی و مذهبی جنبش حماس نیز حضور داشتند. همچنین در خلال این عملیات نظامی، ۵ فلسطینی نیز توسط اسرائیلی‌ها کشته شدند. در پایان  این عملیات، بنیامین نتانیاهو، جنبش حماس را مسبب این رخداد معرفی کرد. موشه یعلون، وزیر دفاع اسرائیل، رهبران حماس را به ترور توسط اسرائیل تهدید کرد و دانی دانون، معاون وقت وزیر دفاع اسرائیل نیز از واکنش‌های احتمالی اسرائیل در نوار غزه سخن گفت.
در ۲۵ ژوئیه، میکی روزنفلد سخنگوی خارجهٔ پلیس اسرائیل اعلام کرد که آدم‌ربایی به دستور یا با اطلاع قبلی رهبران حماس صورت نگرفته بوده‌است، بلکه یک «واحد مستقل» مسئول آن بوده‌است.
بعد از دو ماه از کشته شدن این نوجوانان، صالح العاروری، از بنیانگذاران شاخه نظامی حماس، در کنفرانسی در استانبول گفت که شاخه نظامی حماس مسئول این واقعه بوده‌است. این گفته مغایر با گفته دیگر اعضای حماس است و تحلیلگران نیز در صحت آن تردید دارند. العاروری مدتهاست در تبعید و در ترکیه به سر می‌برد. Hugh Lovatt از اندیشکده European Council on Foreign Relations اظهارات العاروری را «مشکوک» خوانده‌است و احتمال داده که انگیزه‌های دیگری پشت اظهارات او وجود دارد و افزود که اگر ادعای او حقیقت باشد، نشان دهنده وجود تنازع قدرت در حماس است. خالد مشعل نیز گفته‌است سران حماس از این عملیات بیخبر بودند، گرچه عاملان واقعه را ستود.